# Парацелз
Филип Ауреол Теофраст Бомбаст фон Хохенхайм (Philippus Aureolus Teophrastus Bombastus von Hohenheim), по-известен като Парацелз (от латински: Paracelsus), е швейцарски лекар, учен, алхимик, астролог, философ.

## Биография
Роден е на 10 ноември (или 17 декември) 1493 г. в Айнзиделн, Швейцария. Професор в Базелския университет (1527 – 1528 г.). Първите си уроци по медицина и естествознание получава от баща си, който също е бил лекар. Посещава частни уроци, паралелно с училището в абатството „Св. Павел“. На 16 години започва да учи медицина в Базелския университет. А още на 22 години защитава докторат във Ферара. Впоследствие пътува много, работи и като военен хирург. Спечелва си омразата на другите лекари с нескритото саркастично отношение към техните методи.
Той се бори против схоластиката и се стреми да постави медицината на научни основи като приема, че всички процеси в организма са химически, макар и върху тях да въздействат също звездите и Бог, а болестите са възприети като външни намеси. Може да се приема за баща на научното изследване, тъй като открито се противопоставя на използването в медицината само на стари текстове и учебни пособия, като заявява, че всеки проблем трябва да бъде изследван. Той е първият медик, който споделя мнение, че някои физиологични болести често се дължат на психологически причини. Създава токсикологията, ятрохимията и ново учение за лекарствата, чието действие той смята не за универсално, а за специфично. Занимава се с психологически заболявания, които нарича „невидими болести“ и пледира за толерантност към всеки, който страда от тях. Освен диагностиката им той предвижда терапия и дори средства за предотвратяването им.
Въпреки правилните насоки, които дава за развитието на медицината, Парацелз остава под влиянието на алхимията, астрологията и средновековната мистика. Въпреки славата си на магьосник и гадател, той се стреми да обвърже своите теории с дълбоките си християнски убеждения. В последните години от своя живот се занимава главно с теология, въпреки че не изоставя лекарската си практика. Свързан е с появата на класическото розенкройцерство, като най-малкото е имал лична връзка и с митичния образ на Християн Розенкройц, а според някои те са една и съща личност.
През XVI век получава водород, като действал на желязо със сярна киселина.

## Идеи
Негова е сентенцията:
| „ | Не тро̀ви отровата, а дозата. | “ |

Той пояснява:
| „ | Всички вещества са отровни. Няма такива, които не са. Само дозата разграничава отровата от лекарството. | “ |

Този цитат може да се прочете в предговора на всички учебници по токсикология и фармация.
По отношение на алхимията той заявява: „Мнозина казват, че алхимията е за създаване на злато и сребро. За мен нейната цел не е това, а да разбере каква сила и власт се съдържа във веществата.“
В своите философско-мистични изследвания Парацелз достига до идеята за наличието на две светлини, които биха могли да просветлят човешкото съзнание. Първата е светлината на природата, която помага на човек да разсъждава и изследва законите, но същевременно води до неговото психично закостеняване. Втората светлина е Божествената, която дарява истинско просветление, но само като резултат от доброволно и напълно осъзнато отричане от природната светлина. По неговите думи: „пилеем времето си с външни и преходни неща, а сме заспали по отношение на истинското вътре в нас.“
„Човекът е микрокосмос, или малък свят, защото той е екстракт от всички звезди и планети и от цялата небесна твърд, от земята и елементите; и така той е тяхна квинтесенция.“
Умира на 47-годишна възраст в Залцбург на 24 септември 1541 г.